# 北陸学院大学

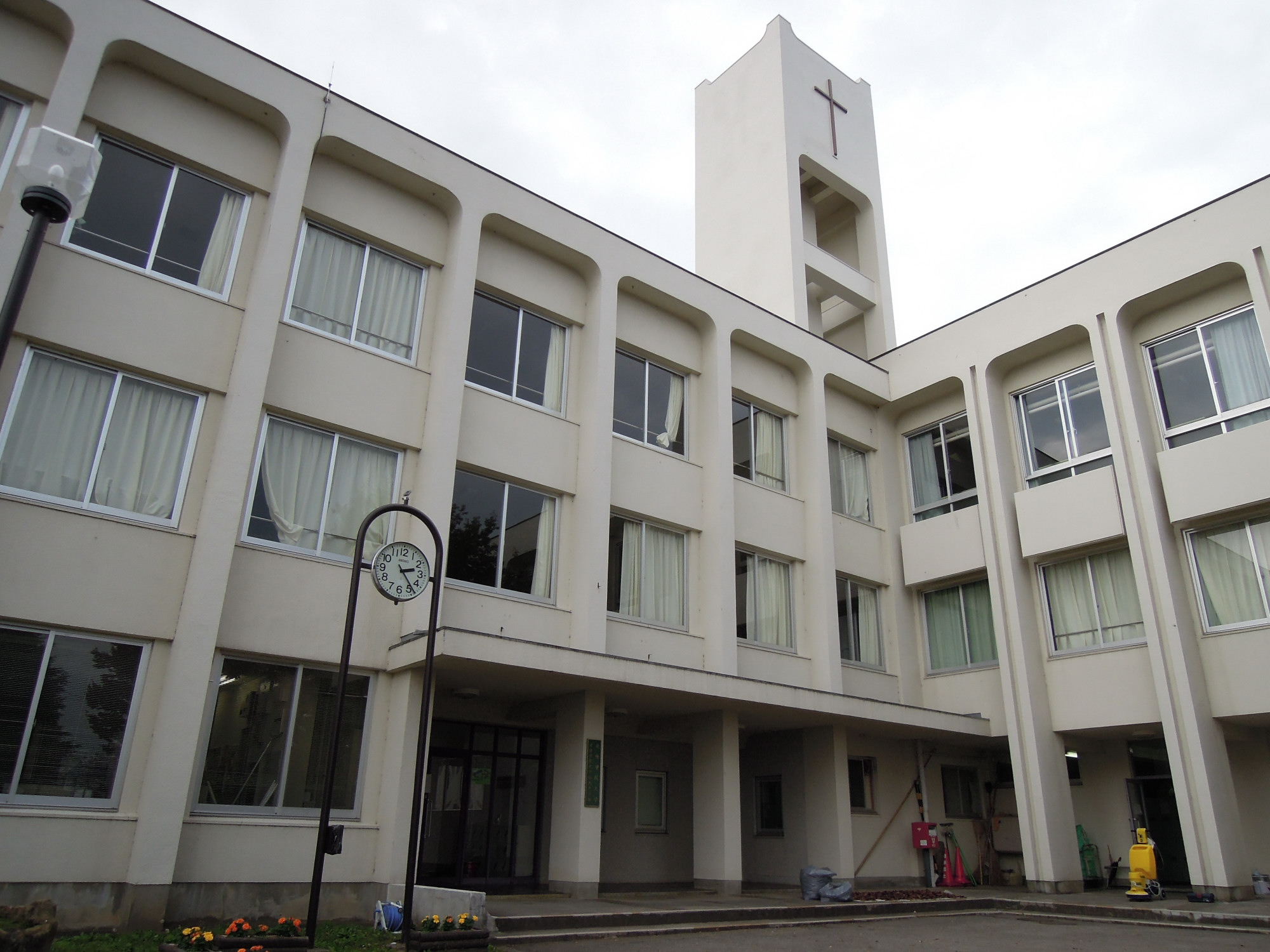
校舎外観

北陸学院大学（ほくりくがくいんだいがく、英語: Hokuriku Gakuin University）は、石川県金沢市三小牛町イ11番地に本部を置く日本の私立大学。1883年創立、2008年大学設置。大学の略称はミッション。

## 概観

### 大学全体
1883年にアメリカ人宣教師メリー・K・ヘッセルにより、聖書に基づく教育を4名の女子生徒に授けたことが起源とする。キリスト教教育を行うミッションスクール。

### 教育の理念[1]
- 建学の精神：「主（神）を畏れることは知恵の初め。これを行う人はすぐれた思慮を得る。主の賛美は永遠に続く。」（旧約聖書　詩編１１１編１０節）

- スクールモットー：Realize Your Mission（君の使命を実現しよう）

### 教育および研究
- キリスト教に基づくホスピタリティを通じて、良き社会人として豊かな教養と汎用的な専門知識・技能を身につけ、地域社会に貢献できる人材を養成することをめざしている。

### 特色
創立記念礼拝や特別伝統礼拝の他、キリスト教に係る主な教育活動として以下のものがある。
- 日々の礼拝：12:10 - 12:30
- ペンテコステ礼拝：５月
- 花の日礼拝：６月
- 収穫感謝礼拝：１１月
- クリスマス礼拝：１２月

## 沿革

### 年表
- 1884年 アメリカ人キリスト教宣教師メリー・K・ヘッセルにより私塾として開学する。
- 1885年 金沢女学校の設置認可される。
- 1886年 私立英和幼稚園が設立される。
- 1900年 金沢女学校を私立北陸女学校に改称する。
- 1912年 英和幼稚園を北陸女学校附属幼稚園に改称する。
- 1950年 北陸学院保育短期大学(ほくりくがくいんほいくたんきだいがく)として開学する。
- 1951年 保育短期大学に保母養成所を付設する。
- 1953年 北陸栄養専門学院を設立する。北陸学院幼稚園を北陸学院保育短期大学附属第一幼稚園に改称する。保育短期大学附属第二幼稚園を設置する。
- 1954年 保育短期大学附属彦三幼稚園を設置する。
- 1963年 北陸学院保育短期大学を北陸学院短期大学に改称する。北陸栄養専門学院を閉校し、短期大学に栄養科を増設する。
- 1964年 短期大学に英語科を増設する。
- 1966年 短期大学栄養科を食物栄養科に改称する。
- 1967年 短期大学を金沢市三小牛町に移転する。
- 1968年 短期大学に教養科を増設する。短期大学に専攻科保育専攻を設置する。
- 1977年 短期大学附属扇が丘幼稚園を設置する。
- 1992年 短期大学専攻科保育専攻を廃止する。短期大学附属彦三幼稚園を閉園する。
- 1993年 短期大学附属第二幼稚園を短期大学附属ウィン幼稚園に改称する。
- 1999年 短期大学に人間福祉学科を増設する。
- 2000年 短期大学保育科、食物栄養科、英語科、教養科を、それぞれ保育学科、食物栄養学科、英語コミュニケーション学科、教養学科に改称する。
- 2005年 短期大学の英語コミュニケーション学科、教養学科を改編し、コミュニティ文化学科を開設する。
- 2007年 短期大学人間福祉学科を男女共学化する。短期大学附属ウィン幼稚園を短期大学附属第一幼稚園に統合する。
- 2008年 北陸学院大学（人間総合学部）を開学する。北陸学院大学地域教育開発センターを設置する。北陸学院短期大学を北陸学院大学短期大学部に改称する。北陸学院短期大学保育学科及び人間福祉学科をそれぞれ人間総合学部幼児児童教育学科、社会福祉学科に改組する。（キャンパスや歴史の詳細は短期大学部の記事を参照。）
- 2012年 人間総合学部社会福祉学科を社会学科に改組する。
- 2014年 幼児児童教育学科を子ども教育学科に名称変更。
- 2023年 人間総合学部と北陸学院大学短期大学部を募集停止し、3学部4学科への改組する。
- 2025 教育学部幼児教育学科と初等中等教育学科の2026年度以降の学生募集停止[2]。

## 地理
本部キャンパス（〒920-1396 石川県金沢市三小牛町イ11番地）

## 教育および研究

### 組織

#### 学部
- 健康科学部　  栄養学科
- 社会学部 　社会学科
- 教育学部 　幼児教育学科 　 初等中等教育学科　（2026年度以降の学生募集停止）
- 人間総合学部
  - 子ども教育学科
    - 幼児教育・保育コース
    - 幼児・児童教育コース
    - 初等・中等教育コース

  - 社会学科
    - 現代社会・国際理解コース
    - 心理・カウンセリングコース
    - 環境福祉マネジメントコース
    - 政治経済・経営コース
    - 情報・図書館司書コース

#### 附属機関
- 地域教育開発センター
- ヘッセル記念図書館

## 学生生活

### クラブ活動
18以上のクラブが活動している。

### 学園祭
学園祭は「栄光祭」と呼ばれ、概ね10月下旬に行われている。毎年、体育館にて、一組のアーティストを招いたコンサートを行っており、改称前の「北短祭」時代のアーティストには倖田來未や福山雅治などが登場している。また、第1回「栄光祭」（2008年）にはMEGARYUが登場した。

## 大学関係者と組織

### 大学関係者
- 三浦正：初代学長
- 辰巳平一：アナウンサー、非常勤講師
- 辻﨑由希乃： 女子ラグビー選手

## 施設

### 本部キャンパス（〒920-1396 石川県金沢市三小牛町イ11番地）
- 交通アクセス

金沢駅東口バスターミナル10番のりばより北陸鉄道グループバス北陸学院大学行（路線番号21）にて北陸学院大学前下車。乗車時間は約35分。
- 大学周辺はバス以外の公共交通がないので、車での通学が認められている。ただし、事前に自家用車通学許可を得る必要がある。
- このほか、有料無料のスクールバスがある。
- 設備：本館・ヘッセル記念図書館・番匠鐵雄記念礼拝堂（チャペル）・愛真館（特別教室棟・ホワイトホール）・体育館・福祉実習棟・ライザー館・国際交流研修センターなどがある。

### 学生食堂
- 北陸学院大学短期大学部の学生食堂（学食）は本館内にある。
  - 付近にある北陸学院小学校の児童が利用して給食を食べることもある。

### 寮
- 北陸学院大学短期大学部と共同で「栄光台寮」と称した学生寮がある。

## 対外関係

### 他大学との協定
- 大学コンソーシアム石川
- 放送大学[3]

### 海外大学・機関との協定
留学プログラム協定
- アイルランド
  - リムレック大学
- アメリカ合衆国
  - アンダーソン大学
  - キャピタル大学
- カナダ
  - セントメリーズ大学
  - インターナショナル・ランゲージ・インスティテュート

### 系列校
- 北陸学院大学短期大学部
- 北陸学院中学校・高等学校
- 北陸学院小学校
- 北陸学院第一幼稚園・扇が丘幼稚園

## 公式サイト
- 北陸学院大学/北陸学院短期大学部 - 公式サイト
- 北陸学院大学 (hokurikugakuin) - Facebook
- 北陸学院大学/北陸学院短期大学部 (@mission_oc) - Instagram